# Michel Pensée
Michel Pensée (født 16. juni 1973) er en tidligere camerounsk fodboldspiller.

## Camerouns fodboldlandshold
| Camerouns landshold | Camerouns landshold | Camerouns landshold |
| År                  | Kmp                 | Mål                 |
| ------------------- | ------------------- | ------------------- |
| 1998                | 2                   | 0                   |
| 1999                | 1                   | 0                   |
| 2000                | 1                   | 0                   |
| 2001                | 1                   | 0                   |
| Total               | 5                   | 0                   |